# Boom Technology
Boom Technology, Inc. (auch Boom Supersonic) ist ein US-amerikanisches Unternehmen mit Sitz in Denver, welches das Überschallverkehrsflugzeug Boom Overture für 55 Passagiere entwickelt. Dieses soll bis zu 2300 km/h Geschwindigkeit bei einer Reichweite von 8300 Kilometern erreichen und im Jahr 2030 auf den Markt gebracht werden.

## Geschichte
Das Unternehmen wurde 2014 in Denver von Blake Scholl, Joe Wilding und Josh Krall gegründet. Nachdem das Unternehmen von einem Inkubator begleitet wurde, sammelte es im Jahr 2017 Risikokapital von mehreren Venture-Fonds und Japan Airlines in der Höhe von 51 Millionen US-Dollar ein. Bis Januar 2019 sollen weitere 49 Millionen US-Dollar an Risikokapital eingesammelt worden sein. Mit den Geldern konnte ein erster Prototyp des XB-1 „Baby Boom“ gebaut und erste Tests durchgeführt werden.
Im Januar 2019 sammelte das Unternehmen weitere 100 Millionen US-Dollar ein.
Mit ersten Testflügen eines Flugzeugs soll im Jahr 2023 begonnen werden.
Im Juni 2021 gab United Airlines bekannt, dass sie einen Vertrag über den Kauf von 15 Boom-Overture-Flugzeugen mit einer Option zum Kauf von 35 weiteren Flugzeugen zu einem Preis von mehr als 3 Mrd. US-Dollar unterzeichnet hat. Sie sollen ab 2029 Passagiere befördern.
Am 29. Januar 2025 erreichte die Boom Supersonics XB-1 erstmals die Überschallgeschwindigkeit und durchbrach die Schallmauer.